# BredaMenarinibus
La société BredaMenarinibus SpA est un constructeur italien d'autobus et autocars dont le siège social est situé à Bologne. C'est le seul constructeur italien dans cette spécialité.

## Histoire
La société a été créée en 1987, à la suite de la reprise du groupement Inbus par Bredabus, société du groupe Breda Costruzioni Ferroviarie, contrôlée, à l'époque, par la holding publique italienne EFIM.
En 1989, « Breda Costruzioni Ferroviarie » a racheté le carrossier industriel italien Menarini Bus de Bologne, dont la création remontait à 1919. Les deux sociétés fusionnent pour donner naissance à BredaMenarinibus, en reprenant le logo Breda caractérisé par un cheval cabré rouge.
À la suite de la privatisation des sociétés dépendant de l'EFIM, une grande partie du groupe Breda sera intégré dans le groupe Finmeccanica, dépendant de la principale holding publique italienne tentaculaire IRI SpA.  
De 1989 à 2012, le constructeur BredaMenarinibus a fabriqué environ 5 000 autobus et autocars et a obtenu la certification ISO 9001.
La situation financière de cette branche particulière du groupe Finmeccanica a toujours connu des bilans négatifs. La direction italienne a décidé de céder ce secteur d'activité peu compatible avec ses activités principales dans le spatial et la haute technologie.
Le 1er janvier 2015, le constructeur BredaMenarinibus est fusionné dans la nouvelle société de construction de véhicules de transport de personnes créée en Italie : Industria Italiana Autobus S.p.A. - IIA dont Finmeccanica (à partir de 2016 Leonardo) détient 20 % du capital.

## Siège social
Le siège social de la société est situé à Bologne, via San Donato 190 et dispose d'une surface de 155 000 m2 dont 46 000 m2 couverts, où sont fabriqués et assemblés l'ensemble des véhicules de la marque.

## Production
À partir de 1990, plusieurs modèles ont connu une large diffusion en Italie et certains modèles ont aussi été exportés : 

### Monocar 101
- Production : 1989 - 1995,
- Longueur : 12 mètres,
- Types : extra-urbain (SB), Grand Tourisme (SH),
- Motorisation : diesel
- Versions : M101SB, M101SH
- Diffusion : ce modèle a connu une large diffusion auprès des sociétés de transport privés de tourisme. Il s'agit, pour l'instant, du seul modèle GT de la marque BredaMenarinibus.

### Monocar 120
- Production : 1989 - 1995,
- Longueurs : 10,5 m (N), 12 m (L),
- Type : extra-urbain,
- Motorisation : diesel,
- Versions : M120N, M120L,
- Diffusion : semblable au Monocar 101, ce modèle a connu une bonne diffusion auprès de certaines sociétés privées de transport public surtout dans le Nord de l'Italie.

### Menarini Monocar 201
- Production : 1979 - 1989,
- Longueurs : 10,5 m (N) et 12 m (L),
- Types : urbain (U), sub-urbain (banlieue) (S) et inter-urbain (ligne) (I),
- Motorisation : diesel,
- Versions : M201NU, M201LU, M201NS, M201LS et M201LI,
- Diffusion : le Monocar 201 est un des autobus de la marque les plus diffusés en Italie dans les années 80. Il figure au parc de nombreuses sociétés de transport urbain notamment à Rome (COTRAL), Milan, Bologne et Florence. Quelques exemplaires ont été exportés.
- La production du Monocar 201 a connu 3 séries : le M201/0 de 1979 à 1980, le M201/1 de 1981 à 1983 et le M201/2 de 1984 à 1989.
- Une version trolleybus appelée Monocar 201 FLU, a été construite. On les trouve encore en service dans les villes de Parme, Ancône et Chieti.

### Monocar 220
- Production : 1989 - 1995,
- Longueurs : 10,5 m (N) et 12 m (L),
- Types : urbain (U) et sub-urbain (S),
- Motorisations : diesel et électrique (trolleybus) (F)
- Versions : M220NU (3 portes), M220NS (2 portes), M220LU (3 ou 4 portes), M220LS (2 ou 3 portes), M220FLU (4 portes),
- Diffusion : ce modèle est le successeur du fameux Monocar 201, construit par Menarini Bus en grande quantité de 1979 à 1989. Le nouveau modèle a connu également un grand succès commercial, inférieur à son prédécesseur, auprès des sociétés italiennes de transport public urbain.
- Curiosité : la société de transports Tigullio Trasporti a fait construire une version unique du Monocar 220, le M220NI, de 10,5 mètres avec une carrosserie et un aménagement de ligne.

### Monocar 221
- Production : 1995 - 2001,
- Longueur : 12 m (L),
- Types : urbain (U) et sub-urbain (S),
- Motorisations : diesel et gaz méthane (Exobus),
- Versions : M221LU (3 portes), M221LU Exobus (3 portes), M221LS (2 ou 3 portes),
- Diffusion : beau succès commercial en Italie et à l'exportation pour ce modèle, même si, comme tous les modèles de la gamme Monocar, il a été critiqué pour son confort et ses vibrations. Il est très présent dans les flottes ATC de Bologne et ATAC de Rome.
- Nota : la version gaz méthane a été la première application dans la gamme du constructeur BredaMenarinibus.

### Monocar 230
- Production : 1994 - 2001,
- Longueurs : 8 m (C) et 9 m (M),
- Types : urbain (U) et sub-urbain (S),
- Motorisation : diesel,
- Versions : M230CU (2 portes), M230MU (3 portes), M230MS (2 portes),
- Diffusion : c'est la version raccourcie du Monocar 221. Bonne diffusion un peu partout en Italie notamment à Bologne, Gênes, Rome et Naples. C'est le premier autobus de cette catégorie avec un plancher ultrabas.

### Monocar 321
- Production : 1995 - 2001,
- Longueur : 18 m articulé,
- Types : urbain (U) et sub-urbain (S),
- Motorisation : diesel,
- Versions : M321U (4 portes), M321S (3 ou 4 portes),
- Diffusion : bonne diffusion auprès des services de transports publics qui utilisent des autobus articulés notamment Bologne, Gênes, Turin, Milan, Florence, Rimini et Rome.
- Nota : un exemplaire prototype en version trolleybus a été réalisé, appelé F321U. Il a été testé à Bologne en 1997. Il devait équiper le réseau de la ville de Gênes, mais le projet n'a pas eu de suite. Ce prototype est actuellement en dépôt à l'usine AnsaldoBreda de Pistoia.

### Monocar 240
- Production : 1998 - 2006

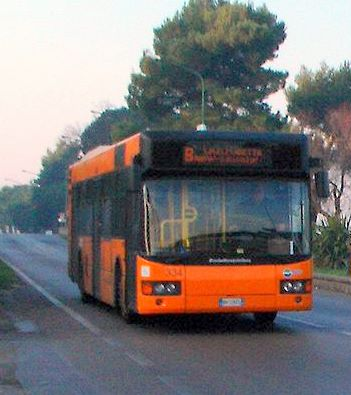
Monocar 240L au Lido de Venise

- Longueurs : 10,5 m (N) et 12 m (L)
- Types : urbain (U), sub-urbain (S) et extra-urbain (I)
- Motorisations : diesel, gaz méthane (Exobus) et hybride (Altereco)
- Versions : M240NU (3 portes), M240NU Exobus (3 portes), M240NU Altereco (3 portes), M240NS (2 ou 3 portes), M240NS Exobus (2 ou 3 portes), M240LU (3 ou 4 portes), M240LU Exobus (3 ou 4 portes), M240LU Altereco (3 ou 4 portes), M240LS (2 ou 3 portes), M240LS Exobus (2 ou 3 portes), M240LI (2 portes).
- Diffusion : le modèle Monocar 240 a connu un très grand succès commercial en Italie mais aussi à l'exportation. C'est le bus le plus diffusé en Italie après le CityClass d'Iveco/Irisbus.
- Nota : une version trolleybus de ce modèle a également été produite mais a été commercialisée sous la marque AnsaldoBreda F19. Ce modèle a connu une large diffusion à Naples où 90 exemplaires sont en service.

### Monocar 231
- Production : 1998 - 2006
- Longueurs : 8 m (C) et 9 m (M)
- Types : urbain (U) et sub-urbain (S)
- Motorisations : diesel et gaz méthane (Exobus),
- Versions : M231CU (2 portes), M231CU Exobus (2 portes), M231CS (2 portes), M231MU (3 portes), M231MS (2 ou 3 portes),
- Diffusion : c'est la version raccourcie du Monocar 240.

### Monocar 340
- Production : 2005 - en cours
- Longueur : 18 mètres articulé,
- Types : urbain (U) et sub-urbain (S),
- Motorisation : diesel,
- Versions : M340U (4 portes) et M340S (3 ou 4 portes),
- Diffusion : contrairement aux autres modèles de la famille Monocar (231 et 240), le Monocar 340 n'a pas connu un grand succès auprès des sociétés de transport urbain. On trouve toutefois quelques exemplaires de ce modèle à Bologne, Rimini,Trieste,Pise et aux "Ferrovie Emilia Romagna".
- Nota : l'ACT de Bologne dispose de l'unique modèle alimenté au gaz méthane. Cette version était équipée d'un moteur Mercedes-Benz qui présentait de graves défauts de conception. Il a été remplacé par un moteur MAN mais ne peut rivaliser avec la version 18 mètres articulée du CityClass d'Iveco-Irisbus.

### Monocar 240 Avancity
- Production : 2005 - 2008

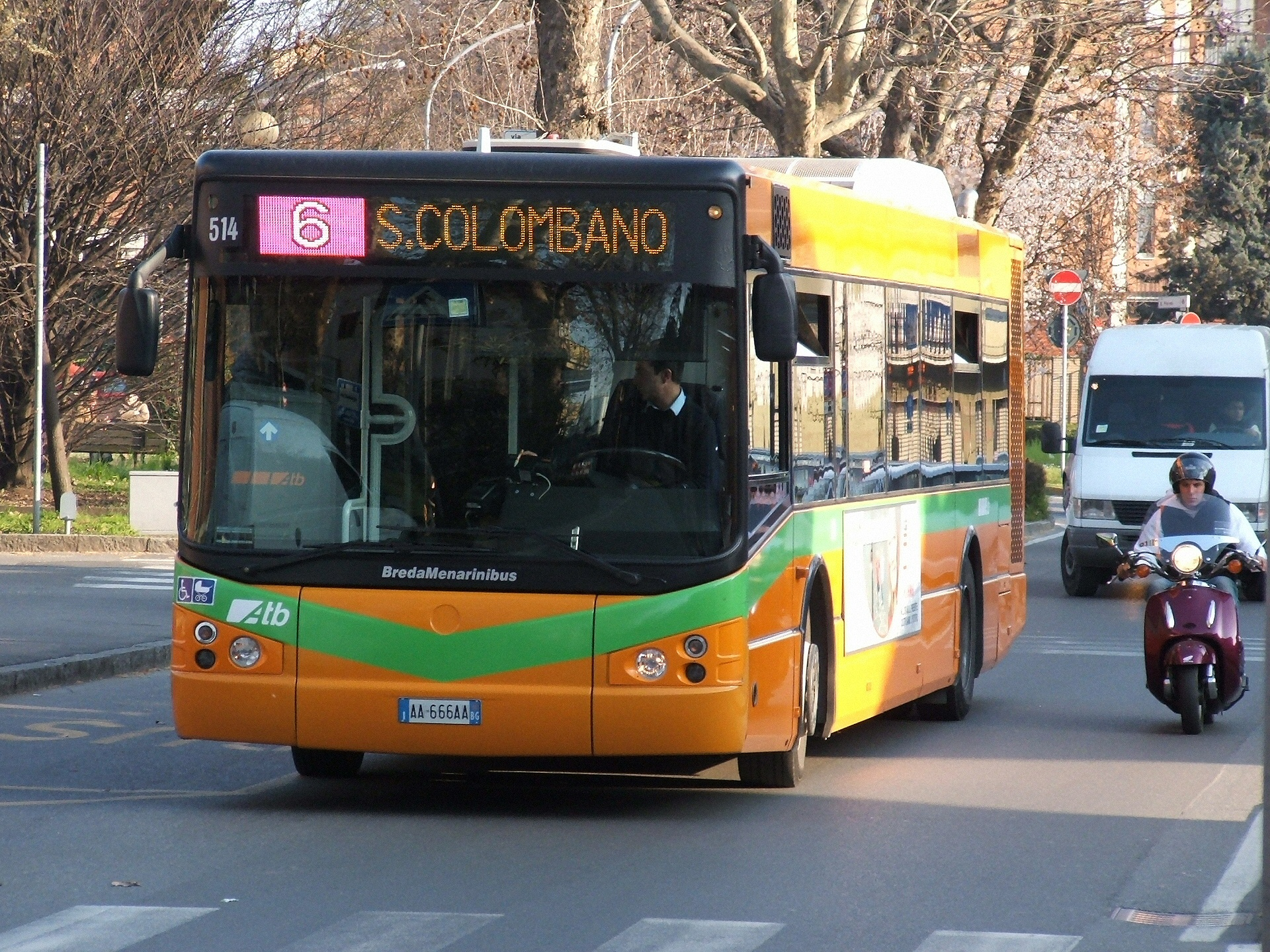
BredaMenarinibus M240 Avancity à Bergame

- Longueurs : 10,5 m (N) et 12 m (L)
- Types : urbain (U) et sub-urbain (S)
- Motorisations : diesel et gaz méthane (Exobus)
- Versions : Avancity NU (3 portes), Avancity NU Exobus (3 portes), Avancity NS (2 ou 3 portes), Avancity NS Exobus (2 ou 3 portes), Avancity LU (3 ou 4 portes), Avancity LU Exobus (3 ou 4 portes), Avancity LS (2 ou 3 portes), Avancity LS Exobus (2 ou 3 portes).
- Caractéristiques et diffusion : L'Avancity est  le successeur du Monocar 240. Il dispose du même châssis avec une carrosserie plus moderne. Le modèle connait un bon succès commercial.

### Monocar 240 Avancity II
- Production : depuis 2008 -
- Longueurs : 10,5 m (N), 12 m (L) et 18 m
- Types : urbain (U), sub-urbain (S) et inter-urbain (I)
- Motorisations : diesel et gaz méthane (Exobus)
- Versions : Avancity NU (3 portes), Avancity NU Exobus (3 portes), Avancity NS (2 ou 3 portes), Avancity NS Exobus (2 ou 3 portes), Avancity LU (3 ou 4 portes), Avancity LU Exobus (3 ou 4 portes), Avancity LS (2 ou 3 portes), Avancity LS Exobus (2 ou 3 portes), Avancity LI (2 portes).
- Diffusion : présenté à l'occasion de Bus&Business de Verona en 2007, la nouvelle gamme Avancity bénéficia d'une refonte totale de son équipement intérieur. Il est toujours équipé d'un moteur Deutz placé transversalement à l'arrière.

### Monocar 340 Avancity II
- Production : depuis 2008
- Longueur : 18 mètres articulé
- Types : urbain (U) et sub-urbain (S)
- Motorisations : diesel et gaz méthane (Exobus)
- Versions : Avancity U (4 portes), Avancity U Exobus (4 portes), Avancity S (3 ou 4 portes), Avancity S Exobus (3 ou 4 portes).
- Caractéristiques : c'est la version articulée de l'Avancity II. Équipé d'un moteur MAN en position longitudinale arrière, contrairement aux autres versions du modèle.

### Monocar 231 Vivacity
- Production : 2006 - 2008
- Longueurs : 8 m (C) et 9 m (M)
- Type : urbain (U)
- Motorisations : diesel et gaz méthane (Exobus)
- Versions : Vivacity CU (2 portes), Vivacity CU Exobus (2 portes), Vivacity MU (3 portes), Vivacity MU Exobus (3 portes)
- Caractéristiques et diffusion : le Vivacity est le remplaçant du Monocar 231. La production du Vivacity en version 9 mètres n'a débuté qu'en 2007, plus d'un an après celle de la version 8 mètres. Actuellement[Quand ?] la version CU est très présente dans les flottes de l'ATC de Bologne et de Novare, la version MU est surtout présente à l'AMT de Gênes.

### Monocar 231 Vivacity II
- Production : depuis 2008
- Longueurs : 8 m (C) et 9 m (M)

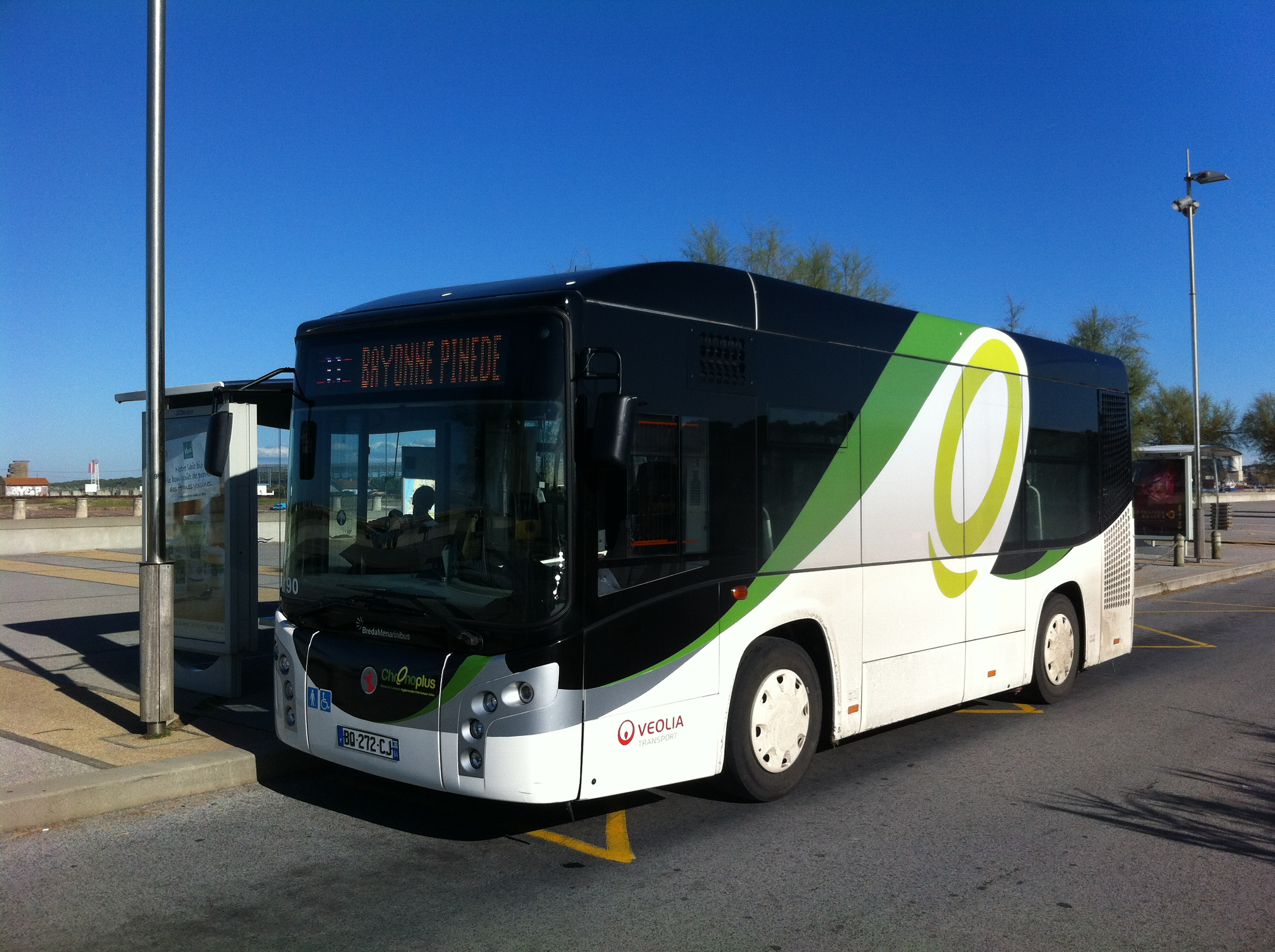
Chronoplus à Bayonne

- Types : urbaio (U), sub-urbain (S)
- Motorisations : diesel et gaz méthane (Exobus)
- Versions : Vivacity CU (2 portes), Vivacity CU Exobus (2 portes), Vivacity CS (2 portes), Vivacity CS Exobus (2 portes), Vivacity MU (3 portes), Vivacity MU Exobus (3 portes), Vivacity MS (2 portes), Vivacity MS Exobus (2 portes).
- Caractéristiques : également présenté au Bus&Business de Vérone en 2007, il remplace le 231 Vivacity après moins de deux ans. Il bénéficie des mêmes retouches esthétiques que l'Avancity, sans aucun changement mécanique.

### Lander
- Production : depuis avril 2008
- Longueurs : 12,2 m
- Type : inter-urbain (I)
- Motorisation : diesel
- Versions : Lander Intercity (2 portes).
- Caractéristiques : présenté au Bus&Business de Vérone en novembre 2007, c'est le premier modèle réellement inter-urbain et tourisme de milieu de gamme présenté par le constructeur BredaMenarinibus.

### Avancity NU CNG Exobus
- Production :
- Longueur :
- Type : urbain
- Motorisation : gaz méthane
- Version : 3 portes
- Diffusion : 5 exemplaires ont été acquis en 2007 et 2008 par la "Società Valdostana Autoservizi Pubblici" - SVAP. Ils circulent dans la ville d'Aoste.

### Vivacity CU CNG Exobus
- Production :
- Longueur :
- Type : urbain
- Motorisation : gaz méthane
- Version : 2 portes
- Caractéristiques : 8 exemplaires sont en service dans la ville d'Aoste depuis 2007.